# Stanisław Markowski
Stanisław Marek Markowski (ur. 8 maja 1949 w Częstochowie) – polski fotograf, dokumentalista, a także pieśniarz i kompozytor związany z nurtem poezji śpiewanej.

## Życiorys
Syn malarza i muzyka Kazimierza Markowskiego (1913–1998), brat malarza i pedagoga Aleksandra Markowskiego. Ukończył studia na Uniwersytecie Jagiellońskim (dyplom magistra geografii uzyskał w 1972).
Debiutował w 1971 roku dwiema wystawami fotografii: „Klimaty Krakowa” oraz „Przedmieście”, poświęconą częstochowskiej dzielnicy swego dzieciństwa – Zawodziu.
W latach 1980–1981 znalazł się w Komitecie Porozumiewawczym Związków Twórczych i Naukowych oraz w Komitecie Więzionych za Przekonania przy „Solidarności”.
W 2005 członek Honorowego Komitetu Poparcia Lecha Kaczyńskiego w wyborach prezydenckich.
Jest członkiem Zarządu Fundacji „Sacr-Art” oraz Fundacji „Centrum Dokumentacji Czynu Niepodległościowego”, a także członkiem Rady Programowej Radia Kraków.
Wszedł w skład komitetu wspierającego kandydaturę Karola Nawrockiego na prezydenta RP w wyborach w 2025.
Z żoną Grażyną mają dwóch synów: Dominika i Piotra.

## Twórczość fotograficzna
- Twórca fotografii faktu, rejestrujących m.in. czarny marsz po śmierci studenta UJ Stanisława Pyjasa, do którego doszło wiosną 1977; samospalenia na krakowskim Rynku Walentego Badylaka, protestującego przeciw milczeniu o zbrodni katyńskiej wiosną 1980; wydarzeń w Stoczni Gdańskiej w 1980 r.; demonstracji po wprowadzeniu stanu wojennego; pogrzebu ks. Jerzego Popiełuszki; wizyty papieża Jana Pawła II.
- Autor albumów, poświęconych polskiej tradycji, zamkom i dworkom Polski, zabytkowym drewnianym kościołom, Wyżynie Krakowsko-Częstochowskiej, kilkakrotnie uznanych przez Polskie Towarzystwo Wydawców Książek za najpiękniejsze książki roku. Tytuły: „Ziemia Zbawiciela”, „Pejzaż święty – polskie kościółki drewniane”, „Dwór polski”, „Katedra na Wawelu”, „Klimaty Krakowa”, „Fascynacje – ziemia polska”...
- W podziemnym wydawnictwie PWA wydał album „Świadectwa – Polska po 13 grudnia w fotografii”.
- Najnowszy album nosi tytuł „Ku wolności”. Został opublikowany przez wydawnictwo Fabri. Publikacja zawiera fotografie dokumentujące zdarzenia społeczne i polityczne z lat 1976 – 1989. Wstępem do albumu jest tekst Marianny Popiełuszko, matki błogosławionego ks. Jerzego Popiełuszki[2][3].

Jego prace znajdują się w zbiorach muzeów i galerii, m.in. w Warszawie, Wrocławiu, Łodzi, Bielsku-Białej, Częstochowie, Kielcach, Krakowie, Lozannie, Tel Awiwie, Bostonie.

## Twórczość muzyczna
Twórca muzyki do oficjalnego hymnu „Solidarności” – „Solidarni” (aut. tekstu Jerzy Narbutt). Wykonuje utwory do wierszy między innymi: Krzysztofa Kamila Baczyńskiego, Stanisława Balińskiego, Zbigniewa Herberta, Jana Lechonia, Leopolda Staffa, czy Kazimierza Wierzyńskiego.
W dorobku ma dwie płyty:
- „Tęsknota” ( Wydawnictwo AA; 2003)
  - 1. „Jesteś życie...” sł. Stanisław Markowski
  - 2. „Wiśnie” sł. Stanisław Baliński
  - 3. „Żal za Podolem” sł. Elżbieta Polanowska
  - 4. „Umiłowanie” sł. Kazimierz Wierzyński
  - 5. „W słonecznym blasku” sł. Kazimierz Wierzyński
  - 6. „Pamięci Ojca” sł. Leszek Aleksander Moczulski
  - 7. „Księżyc” sł. Kazimierz Wierzyński
  - 8. „Nad grobem Pana Bełzika, zduna” sł. Leszek Aleksander Moczulski
  - 9. „Ni w pięć ni w dziewięć” sł. Kazimierz Wierzyński
  - 10. „Napierski” sł. Lucjan Siemieński
  - 11. „Gdzie nie posieją mnie” sł. Kazimierz Wierzyński
  - 12. „Ej, Cyganie...” sł. Stanisław Markowski
  - 13. „Erotyk” sł. Krzysztof Kamil Baczyński
  - 14. „Tęsknota” sł. Kazimiera Iłłakowiczówna
  - 15. „Co się z Polską stało” sł. Stanisław Markowski
  - 16. „Chmury” sł. Juliusz Słowacki
  - 11. „Polska Podziemna” sł. Stanisław Balińsk
  - 12. „Piosenka” sł. Zbigniew Herbert
  - 13. „Słowo o krwi” sł. Tadeusz Śliwiak
  - 14. „Solidarni (hymn Solidarności)” sł. Jerzy Narbutt
  - 15. „Z wiatrem” sł. Krzysztof Kamil Baczyńsk
  - 16. „Orędzie” sł. Leopold Staff

- „Bądź wierny, idź! Pieśni wolności” (Dom Wydawniczy Rafael; 2008)
  - 1. „Polonez artyleryjski” sł. Jan Lechoń
  - 2. „Czerwona zaraza” sł. Józef Szczepański ps. „Ziutek"
  - 3. „Westchnienie” sł. Krzysztof Kamil Baczyński
  - 4. „Kolęda (Aniołowie biali...)” sł. Krzysztof Kamil Baczyński
  - 5. „Z wiatrem” sł. Krzysztof Kamil Baczyński
  - 6. „Pomnik Powstania Warszawskiego” sł. Jerzy Narbutt
  - 7. „Piosenka” sł. Zbigniew Herbert
  - 8. „(Śpij Jezusku...)” sł. Waleria Iwankiewicz-Grynkiewicz
  - 9. „Rodakom z Wilna” sł. Bohdan Rudnicki
  - 10. „Polska Podziemna” sł. Stanisław Baliński
  - 11. „Słowo o krwi” sł. Tadeusz Śliwiak
  - 12. „Żurawie” sł. Apti Bisultanow
  - 13. „Kindżał” sł. Akaki Cereteli
  - 14. „Co się z Polską stało” sł. Stanisław Markowski
  - 15. „Solidarni (hymn Solidarności)” sł. Jerzy Narbutt
  - 16. „Przesłanie Pana Cogito” sł. Zbigniew Herbert

## Order, odznaczenia i nagrody
- Laureat nagrody im. Eugeniusza Lokajskiego (fotografa powstania warszawskiego) przyznanej przez Stowarzyszenie Niezależnych Dziennikarzy (1988).
- Uhonorowany Medalem im. Jana Bułhaka przyznanym przez Związek Polskich Artystów Fotografików (ZPAF) za wybitne osiągnięcia w dziedzinie fotografii (1997).
- W 2003 wyróżniony nagrodą w dziedzinie kultury przyznaną przez prezydenta Częstochowy.
- W 2005 zdobył I nagrodę za fotografię „Pieta Polska”, ukazującą matkę księdza Jerzego Popiełuszki.
- 3 maja 2008 roku z rąk prezydenta RP Lecha Kaczyńskiego otrzymał Krzyż Kawalerski Orderu Odrodzenia Polski za działalność na rzecz odzyskania przez Polskę niepodległości i demokracji[7][8].
- W 2009 został odznaczony Brązowym Medalem „Zasłużony Kulturze Gloria Artis”[9].

## W kulturze
W TVP powstał o Markowskim film Stworzyć wiatr (reż. Mariusz Malec), emitowany w grudniu 1998 w cyklu Czas na dokument. Alina Czerniakowska poświęciła mu w 2005 r., film dokumentalny Klisze pamięci.